# Peter Hacker

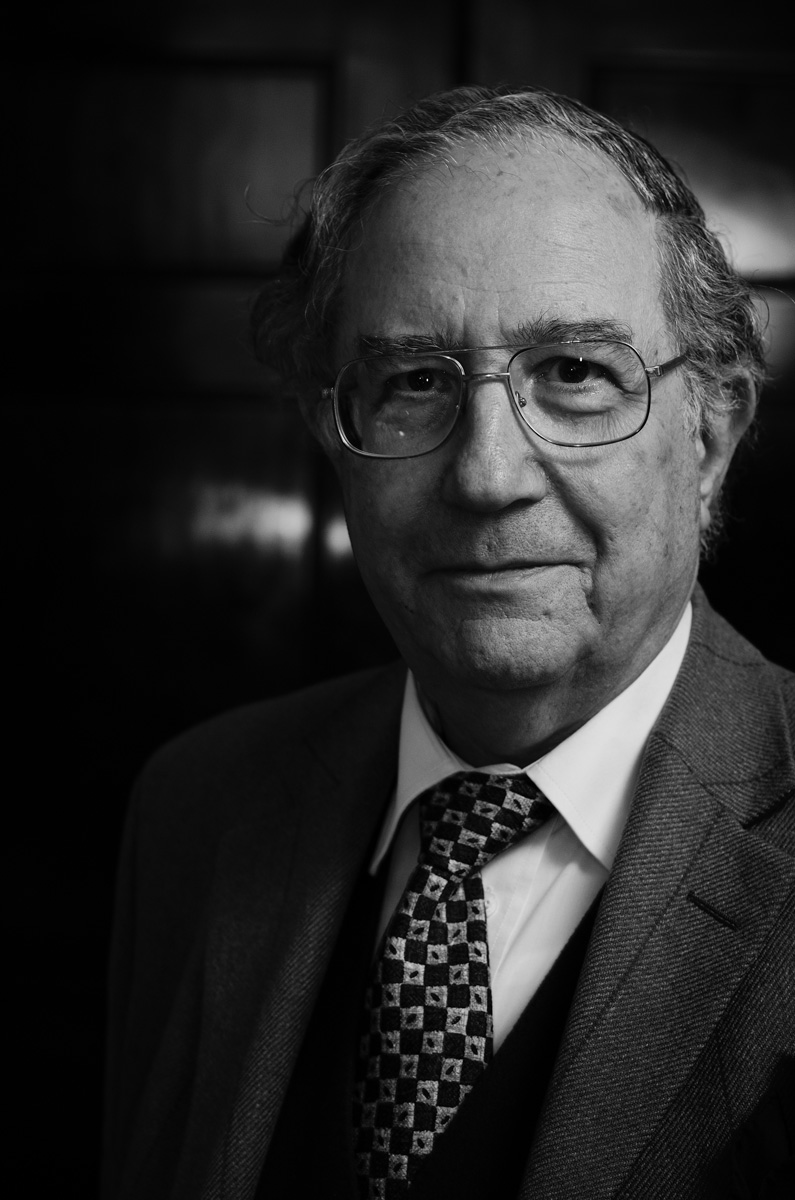
Peter Hacker (2013)

Peter Michael Stephan Hacker (* 15. Juli 1939 in London) ist ein englischer Philosoph, der als Wittgenstein-Spezialist bekannt geworden und mit dem australischen Hirnforscher Max R. Bennett eine enge Zusammenarbeit zur Klärung der begrifflichen Grundlagen der Neurowissenschaft eingegangen ist.

## Ausbildung
Peter Hacker studierte von 1960 bis 1963 Philosophie, Politik und Ökonomie am Queen’s College der Universität in Oxford. 1963 bis 1965 war er Senior Scholar am dortigen St Antony’s College. Hier begann er unter Betreuung von Professor H.L.A. Hart mit seiner Dissertation „Rules and Duties“, die er 1966 während eines Jahres als Junior Research Fellow am Balliol College mit der Promotion zum Ph.D. abschließen konnte.

## Akademische Stellungen
Peter Hacker gehört seit 1963 zum Lehrkörper der Philosophischen Fakultät der Universität Oxford und unterrichtet am St John’s College. Als Gastprofessor lehrte er 1968 am Makerere College in Uganda, 1973 am Swarthmore College in Pennsylvania sowie 1974 an der University of Michigan in Ann Arbor, USA, 1985 als Milton C. Scott Visiting Professor an der Queen’s University in Kingston, Kanada und 1986 noch einmal am erwähnten Swarthmore College. 1985 bis 1987 hatte er eine Forschungsdozentur in Geisteswissenschaften inne, zu der er von der British Academy – „The National Academy for the Humanities and the Social Sciences“ – gewählt worden war. 1991 bis 1994 konnte er sich auf das Forschungsstipendium Leverhulme Trust Senior Research fellowship stützen.

## Herausgeberschaften
Seit 1993 ist Peter Hacker Mitherausgeber der Fachzeitschrift Philosophical Investigations (Blackwell, Oxford) und seit 1994 Mitglied auch des Internationalen Mitherausgebergremiums der Wittgenstein Studien der Deutschen Ludwig Wittgenstein Gesellschaft e. V., Passau. 1997 bis 2003 war er Mitherausgeber der 20th Century Philosophers – Oxford Dictionary of National Biography, von 1998 bis 2003 Kurator der Wittgenstein Papers und Mitglied des Herausgeberkomitees; seit 2003 ist er Mitglied und Sekretär des Beratenden Komitees der Wittgenstein Editors.

## Schriften

### Buchveröffentlichungen
- 1972 Insight and Illusion: Wittgenstein on Philosophy and the Metaphysics of Experience. Clarendon Press, Oxford (weit. Aufl. 1986, 1989, 1997 Thoemmes Press, Bristol) ISBN 1-85506-537-1 (Jap. 1981)
  - 1978 Einsicht und Täuschung. Suhrkamp, Frankfurt
- 1977 mit J. Raz (Eds.): Law, Morality and Society. Essays in Honour of H.L.A. Hart. Clarendon Press, Oxford ISBN 0-19-824557-2
- 1980 mit G.P. Baker: (I) Wittgenstein – Understanding and Meaning. Blackwell, Oxford and Chicago Univ. Press, Chicago; ²2005 ISBN 1-4051-0176-8
- 1984 mit G.P. Baker: Frege – Logical Excavations. Blackwell, Oxford & Oxford United Press, N.Y.
- 1984 mit G.P. Baker: Language, Sense and Nonsense. A critical investigation into modern theories of language. Blackwell, Oxford ISBN 0-631-13519-7 (jap. 2000)
- 1984 mit G.P. Baker: Scepticism, Rules and Language. Blackwell, Oxford ISBN 0-631-13614-2
- 1985 mit G.P. Baker: (II) Wittgenstein – Rules, Grammar, and Necessity. Blackwell, Oxford & Cambridge, Mass. ISBN 0-631-13024-1
- 1987 Appearance and Reality. A philosophical investigation into perception and perceptual qualities. Blackwell, Oxford ISBN 0-631-15704-2
- 1990 (III) Wittgenstein – Meaning and Mind. Blackwell, Oxford & Cambridge, Mass. ISBN 0-631-18739-1
- 1996 (IV) Wittgenstein – Mind and Will. Blackwell, Oxford ISBN 0-631-18739-1
- 1996 Wittgenstein's Place in Twentieth Century Analytic Philosophy. Blackwell, Oxford & Cambridge, Mass. ISBN 0-631-20098-3
  - 1997 Wittgenstein im Kontext der analytischen Philosophie. Suhrkamp, Frankfurt[1]
- 1997 Wittgenstein on Human Nature. Weidenfeld & Nicolson, London (poln. 1997, span. 1998, chin. u. portug. 1999, franz. u. finn. 2000, hebr., griech. u. korean. 2001); repr. in: Ray Monk and Frederic Raphael (Eds.): The Great Philosophers – from Socrates to Turing. Weidenfeld & Nicolson, London 2000
- 2001 Wittgenstein: Connections and Controversies. Clarendon, Oxford ISBN 0-19-924569-X
- 2003 mit Max Bennett: Philosophical Foundations of Neuroscience. Blackwell, Oxford & Malden, Mass. ISBN 1-4051-0855-X[2]
  - 2006 daraus Kap. 14.4 und 14.5.: Philosophie und Neurowissenschaft In: Dieter Sturma (Hrsg.): Philosophie und Neurowissenschaften. Suhrkamp, Frankfurt (stw 1770) S. 20–42 ISBN 3-518-29370-2
  - 2010 Die philosophischen Grundlagen der Neurowissenschaften. Aus dem Englischen übersetzt von Axel Walter. Mit einem Vorwort von Annemarie Gethmann-Siefert. WBG, Darmstadt ISBN 978-3-534-22877-5
- 2007 mit Max Bennett, Daniel Dennett und John Searle: Neuroscience and Philosophy. Brain, Mind and Language. Columbia Univ. Press, New York ISBN 0-231-14044-4[3]
  - 2010 Neurowissenschaft und Philosophie. Gehirn, Geist und Sprache. (Einleitung und Schlussbetrachtung von Daniel Robinson, Übersetzung von Joachim Schulte) Suhrkamp, Berlin[4] ISBN 978-3-518-58542-9
- 2007 Human Nature – The Categorial Framework. Blackwell, Oxford
- 2008 mit Max Bennett: A History of Cognitive Neuroscience. A conceptual investigation. (Komplement zu: Philosophical Foundations of Neuroscience) Wiley-Blackwell Publ., Oxford[5]

### Artikel
- 1982 mit G.P. Baker: The Grammar of Psychology: Wittgenstein's Bemerkungen über die Philosophie der Psychologie. Language and Communication 2, S. 227–244; repr. in: S. Shanker (Hrsg.): Ludwig Wittgenstein – Critical Assessments. Croom Helm, London 1986, Vol. 2, S. 352–372.
- 1987 Languages, Minds and Brain. in: C. Blakemore and S. Greenfield (Eds.): Mindwaves. Blackwell, Oxford, S. 485–506.
- 1991 Experimental Methods and Conceptual Confusion: An Investigation into R.L. Gregory's Theory of Perception. Iyyun, The Jerusalem Philosophical Quarterly 40, S. 289–314.
- 1995 Helmholtz’s Theory of Perception. International Studies in the Philosophy of Science, 9, S. 199–214; repr. in: Review Roumaine de Philosophie 40, 1996, S. 227–246
- 1996 On Davidson's Idea of a Conceptual Scheme. The Philosophical Quarterly, 46, S. 289–307
- 1998 Analytic Philosophy – What, Whence and Whither? in: A. Matar and A. Biletsky (Eds.): The Story of Analytic Philosophy – Plot and Heroes. Routledge, London, S. 1–32; repr. in: Chinese journal, World Philosophy. 3, 1996 u. in: Chen Bo (Hrsg.): Analytic Philosophy – Reviews and Reflections. Sichun Education Publishing House, Beijing 2001
- 2000 Carnap’s „Überwindung der Metaphysik“ Deutsche Zeitschrift für Philosophie 48, 3, S. 469–486; repr. 2001 (s. o.) u.d.T. On Carnap’s Elimination of Metaphysics through the Logical Analysis of Language.
- 2001 mit Max Bennett: Perception and memory in neuroscience: A conceptual analysis. Progress in Neurobiology, 66, S. 499–543
- 2001 Verstehen wollen. in: Joachim Schulte und Uwe Justus Wenzel (Hrsg.): Was ist ein „philosophisches“ Problem? Fischer, Frankfurt, S. 54–71.
- 2002 mit Max Bennett: The motor system in neuroscience: A history and analysis of conceptual developments. Progress in Neurobiology 67, S. 1–52
- 2004 Übersichtlichkeit und Übersichtliche Darstellungen. Deutsche Zeitschrift für Philosophie 52, S. 405–420.
- 2005 mit Max Bennett: Emotion and cortical-subcortical function: Conceptual developments. Progress in Neurobiology 75, S. 29–52
- 2006 mit Max Bennett: Philosophie und Neurowissenschaft.[6] in: Dieter Sturma (Hrsg.): Philosophie und Neurowissenschaften. Suhrkamp, Frankfurt, S. 20–42 (stw 1770) ISBN 3-518-29370-2

### Interviews
- 2004 Hirnforschern aufs Maul geschaut. Interview mit Armin Scholtz. Gehirn & Geist 5, S. 43–45 (online hier; PDF-Datei; 90 kB)